# 몽골의 국기
몽골의 국기는 1992년 2월 12일에 제정된 몽골의 국기이다. 빨간색, 파란색, 빨간색으로 구성된 세로 줄무늬 바탕에 깃대 쪽으로 몽골을 상징하는 문양인 노란색 소욤보 문양이 그려져 있다.
현재의 국기는 1945년에 제정되었던 몽골 인민공화국의 국기의 깃대 쪽에 그려져 있었던 노란색 별 디자인을 없앤 형태의 디자인이다.

## 몽골의 역대 국기

킵차크 칸국 (1240-1502)
일 칸국 (1256-1335)
복드 칸국 (1911-1921)
복드 칸국 (1921-1924)
몽골 인민공화국 (1924-1930)
몽골 인민공화국 1924-1930 (변형)
몽골 인민공화국 1930-1940
몽골 인민공화국 1940-1945
몽골 인민공화국 1945-1992
1992-2011

## 색상
2011년 7월 새로운 국기 표준이 공인되었다.
| 색상 | 파랑       | 빨강        | 노랑       |
| ---- | ---------- | ----------- | ---------- |
| CMYK | 100-60-0-0 | 10-100-90-0 | 0-15-100-0 |
| RGB  | 0-102-179  | 218-32-50   | 255-212-0  |

## 같이 보기
- 태극이 포함된 국가 혹은 지역의 깃발
  - 태극기
  - 티베트의 기